# Рыбка, Александр Гаврилович
Александр Гаврилович Рыбка — советский хозяйственный, государственный и политический деятель, Герой Социалистического Труда.

## Биография
Родился в 1928 году в Харьковской области. Член КПСС.
С 1945 года — на хозяйственной, общественной и политической работе. В 1945—1983 гг. — слесарь депо, помощник дежурного по станции, составитель поездов станции Лозовая Южной железной дороги в Харьковской области Украинской ССР.
Указом Президиума Верховного Совета СССР от 16 января 1974 года присвоено звание Героя Социалистического Труда с вручением ордена Ленина и золотой медали «Серп и Молот».
Делегат XXV съезда КПСС.
Жил в городе Лозовая.